# Premio Multishow de Música Brasileña 2021
La 28ª ceremonia anual del Premio Multishow de Música Brasileña, o simplemente PMMB 2021, se llevó a cabo el 8 de diciembre de 2021 con transmisión en vivo por el canal Multishow . La ceremonia fue conducida por la cantante Iza y el presentador Tatá Werneck en Río de Janeiro.
En esta edición, hubo ocho categorías abiertas a votación del público antes de la fecha del evento. Sin embargo, el 7 de noviembre de 2021 se anunció que la categoría Cantante del Año tendría cancelada su votación y la victoria sería para Marília Mendonça, quien falleció el 5 de noviembre de 2021 en un accidente aéreo en Minas Gerais.

## Presentaciones
Los siguientes artistas actuarán en la edición 2021 de los premios:
| Artista          | Canciones                                  |
| ---------------- | ------------------------------------------ |
| Xuxa Majur       | "Arco-Íris" "Lua de Cristal"               |
| Israel & Rodolfo | "Batom de Cereja"                          |
| Tierry           | "Cabeça Branca"                            |
| Majur            | "Última Dança" "Flua" "Divino Maravilhoso" |

| Artista                                          | Canciones |
| ------------------------------------------------ | --- |
| Marina Sena                                      | "Por Supuesto" |
| Ivete Sangalo Carlinhos Brown                    | "Mexe a Cabeça" |
| Barões da Pisadinha                              | "Recairei" "Zero Saudade" |
| Jojo Maronttinni Gaby Bianca MC Carol            | Popurri de Funk: "Devo Tá na Moda" "Bilhete Premiado" "Tudo no Sigilo" "Levanta Mina" |
| Ferrugem Marvvilla Menos é Mais Xande de Pilares | Popurrí de clásicos de Samba:"Abre Alas" "Ainda É Tempo Pra Ser Feliz" "Conselho" "Tá Escrito" "A Amizade" |
| Iza                                              | "Gueto" "Sem Filtro" |
| Chico Chico Nando Reis Lan Lanh                  | Homenaje a Cassia Eller: "Mãe" "All Star" "O Segundo Sol" |
| Juliette                                         | "Vixe Que Gostoso" |
| Duda Beat                                        | "Bixinho" "Meu Pisêro" "Nem Um Pouquinho" "Tu e Eu" |
| Iza Luisa Sonza Ivete Sangalo                    | Homenaje a Marília Mendonça: "Como Faz Com Ela" "De Quem É a Culpa" "Eu Sei de Cor" "Todo Mundo Vai Sofrer" |
| Iza Mariah Nala                                  | Homenaje a Paulo Gustavo : "Gostava Tanto de Você" |
| Luísa Sonza                                      | "Interesseira" "VIP" "Mulher do Ano" "Modo Turbo" "Anaconda" |
| Emicida                                          | "Pequena Memória Para Um Tempo Sem Memória" "Paisagem" |
| Dennis DJ                                        | "Deixa de Onda (Coisa Nenhuma)" "Isso Que É Vida" "Lágrima Por Lágrima" "Sou Teu Fã" "Tô Tranquilão" "Vamos Beber" "No Baile Nóis É Mídia" "Malandramente" "Quando o Dj Mandar" "Só Você" "Tchu Tchuca" "Um Tapinha Não Dói" "De Segunda A Sexta" "Te Prometo" "Agora É Tudo Meu" |

## Ganadores y nominados
Los ganadores están resaltados en negrito.
| Cantante Femenina del Año | Cantante Masculino del Año |
| --- | --- |
| - Marília Mendonça - Ivete Sangalo - Anitta - Iza - Luísa Sonza | - Luan Santana - Dilsinho - Emicida - Ferrugem - Gusttavo Lima                                                                        |
| Grupo del Año | Dúo del Año |
| - Lagum - Gilsons - Menos é Mais - Os Barões da Pisadinha - Sorriso Maroto | - Israel & Rodolffo - Anavitória - Henrique & Juliano - Jorge & Mateus - Zé Neto & Cristiano                                          |
| Hit del Año | Música del Año |
| - "Batom de Cereja" – Israel & Rodolffo - "Baby Me Atende" – Matheus Fernandes e Dilsinho - "Deixa de Onda" – Dennis DJ, Ludmilla e Xamã - "Meu Pedaço de Pecado" – João Gomes - "Tipo Gin" – Kevin o Chris | - "Girl from Rio" – Anitta - "Batom de Cereja" – Israel & Rodolffo - "Morena" – Luan Santana - "Calma" – Marisa Monte - "Gueto" – Iza |
| Performance del Año | Experimente |
| - Ivete Sangalo - Anitta - Gusttavo Lima - Luísa Sonza - Pabllo Vittar | - Marina Sena - João Gomes - L7NNON - Matheus Fernandes - Zé Vaqueiro                                                                 |
| Clip TVZ del Año | |
| - "Girl from Rio" – Anitta (Dirección: Giovanni Bianco) - "Atenção" – Pedro Sampaio e Luísa Sonza (Dirección: Fernando Moraes) - "Morena" – Luan Santana (Dirección: Bruno Ilogti e Will Etchebehere) - "Modo Turbo" – Luísa Sonza, Pabllo Vittar e Anitta (Dirección: Gustavo Moraes e Marco Lafer) - "Rainha de Favela" – Ludmilla (Dirección: Felipe Sassi) | |

### Súper jurado
| Canción del Año                                                                               | Álbum del Año                                                                                   | Nuevo Artista                      |
| --------------------------------------------------------------------------------------------- | ----------------------------------------------------------------------------------------------- | ---------------------------------- |
| - "Crash" – Juçara Marçal - "Me Toca" - Marina Sena - "Sonho da Lay" - Tuyo ft. Luccas Carlos | - "Delta Estácio Blues" – Juçara Marçal - "De Primeira" – Marina Sena - "Olho de Vidro" - Jadsa | - Marina Sena - Jadsa - João Gomes |
| Record del Año                                                                                | Clip del Año                                                                                    | Portada del Año                    |
| - Batidão Tropical – Pabllo Vittar                                                            | - "Nem um Pouquinho" - Duda Beat y Trevo                                                        | - De Primera – Marina Sena         |
| Productor del año                                                                             |                                                                                                 |                                    |
| - Kiko Dinucci                                                                                |                                                                                                 |                                    |